# Kanton Pont-de-l'Arche
Kanton Pont-de-l'Arche (fr. Canton de Pont-de-l'Arche) je francouzský kanton v departementu Eure v regionu Horní Normandie. Skládá se z 10 obcí.

## Obce kantonu
- Alizay
- Criquebeuf-sur-Seine
- Les Damps
- Igoville
- Le Manoir
- Martot
- Montaure
- Pîtres
- Pont-de-l'Arche
- Tostes